# Windows 8.1
Windows 8.1 là một bản phát hành của hệ điều hành Windows NT do Microsoft phát triển. Phiên bản này đã được phát hành tới các nhà sản xuất vào ngày 27 tháng 8 năm 2013, và được phát hành trên thị trường bán lẻ vào ngày 17 tháng 10 năm 2013, khoảng một năm sau khi phiên bản tiền nhiệm Windows 8 được chính thức bán ra. Phiên bản tiếp sau đó là Windows 10 được chính thức phát hành vào ngày 29 tháng 7 năm 2015. Người dùng có thể tải về Windows 8.1 thông qua MSDN và Technet, hoặc nâng cấp miễn phí từ các bản bán lẻ của Windows 8 và Windows RT thông qua Windows Store. Một phiên bản dành cho máy chủ là Windows Server 2012 R2 cũng được phát hành vào ngày 18 tháng 10 năm 2013.
Windows 8.1 hướng tới việc sửa chữa những thiếu sót mà người dùng và các nhà đánh giá Windows 8 phàn nàn khi ra mắt. Những thay đổi đáng chú ý bao gồm cải thiện màn hình Start, thêm các tùy chọn xem dạng snap, thêm các ứng dụng cài đặt sẵn, tích hợp dịch vụ lưu trữ OneDrive (trước là SkyDrive) mạnh mẽ hơn, trình duyệt web Internet Explorer 11 (IE11), một hệ thống tìm kiếm thống nhất dựa trên Bing, khôi phục lại nút Start trên thanh tác vụ và khôi phục khả năng vào thẳng desktop thay vì màn hình Start sau khi đăng nhập.
Windows 8.1 cũng bổ sung hỗ trợ cho các công nghệ đang phát triển như hiển thị độ phân giải cao, in 3D, Wi-Fi Direct, và phát qua Miracast, cũng như hệ thống tập tin ReFS.
Windows 8.1 nhận được những đánh giá tích cực hơn Windows 8; nhiều người khen ngợi các chức năng mở rộng cho các ứng dụng khi so sánh với Windows 8, việc tích hợp OneDrive, cùng với các chỉnh sửa về giao diện và sự bổ sung thêm những hướng dẫn giúp người dùng vận hành giao diện Windows 8. Mặc dù đã có nhiều cải tiến, Windows 8.1 vẫn bị chỉ trích vì không giải quyết tất cả các vấn đề của Windows 8 (như mức độ tích hợp kém giữa các ứng dụng kiểu Metro và giao diện desktop), cùng với những vấn đề riêng tư tiềm tàng khi hệ thống sử dụng nhiều hơn các dịch vụ trực tuyến.
Hỗ trợ chính cho Windows 8.1 đã kết thúc vào ngày 9 tháng 1 năm 2018, đồng thời hỗ trợ mở rộng cũng đã kết thúc vào ngày 10 tháng 1 năm 2023. Với phiên bản Embedded Industry, hỗ trợ chính kết thúc vào ngày 10 tháng 7 năm 2018 và hỗ trợ mở cộng kết thúc vào ngày 11 tháng 7 năm 2023.

## Lịch sử

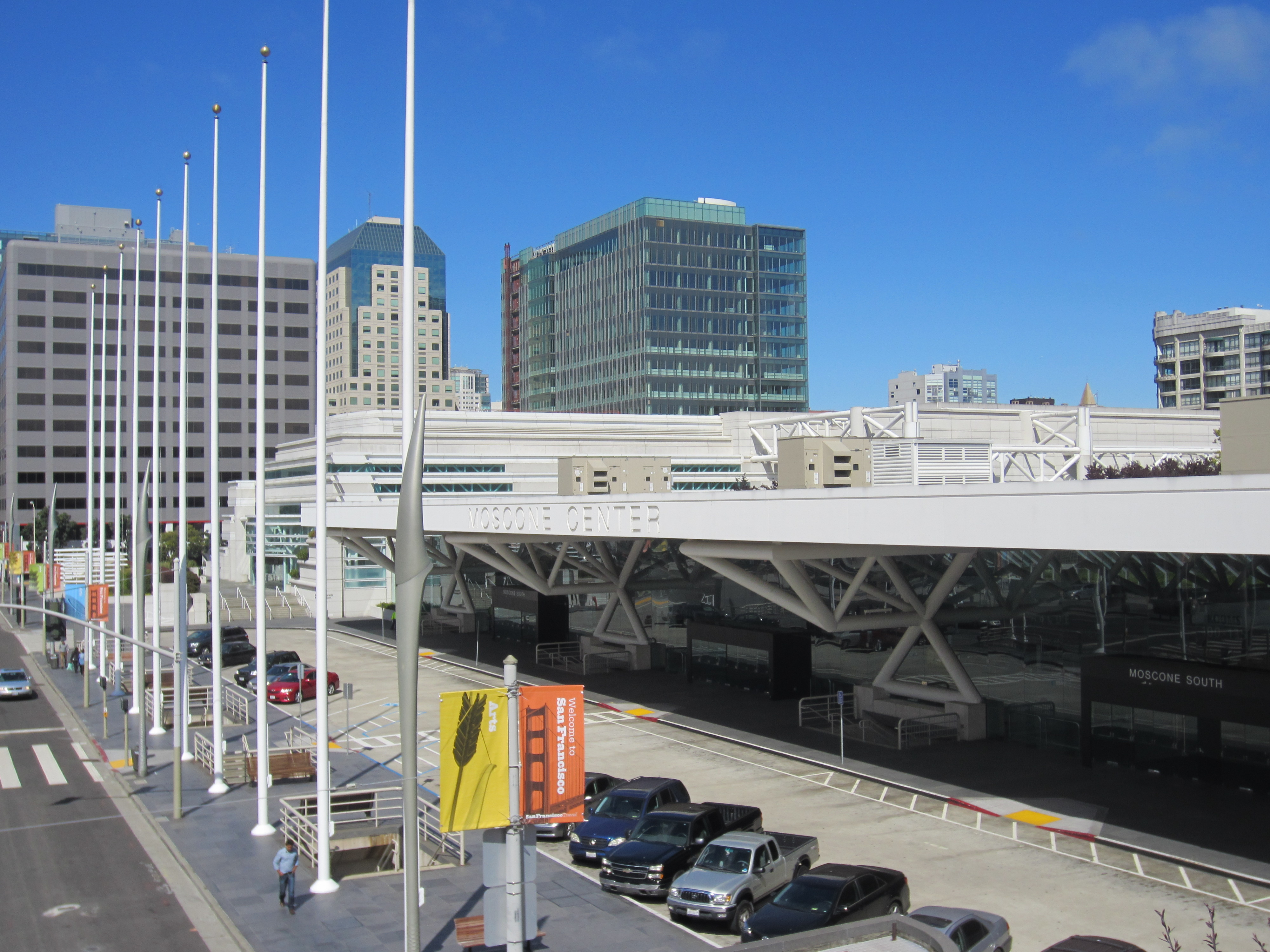
Windows 8.1 được giới thiệu trong khuôn khổ hội nghị Build 2013, được tổ chức tại Moscone Center, thành phố San Francisco.

Vào tháng 2 năm 2013, nhà báo Mary Jo Foley của ZDNet tiết lộ một vài tin đồn về "Blue", tên mã cho một loạt các bản cập nhật dự tính cho khắp các sản phẩm và dịch vụ Microsoft, bao gồm Windows 8, Windows Phone 8, Outlook.com và SkyDrive. Cụ thể, báo cáo chỉ rõ rằng Microsoft đang dự định chuyển đổi sang một cơ chế phát triển "liên tục" hơn, từ đó các sửa đổi lớn cho các nền tảng phần mềm của hãng sẽ được phát hành liên tục hằng năm để đáp ứng cho nhu cầu của thị trường. Để đưa ra bằng chứng về báo cáo này, Foley nói rằng một nhân viên của Microsoft đã mô tả các trải nghiệm với "Windows Blue" trên trang LinkedIn của anh và nói rằng đó sẽ là một hệ điều hành tách biệt với Windows 8.
Một bản dựng hậu RTM của Windows 8, bản dựng 9364, bị rò rỉ vào tháng 3 năm 2013. Bản dựng được tin là của "Windows Blue" này, đã hé lộ về một vài cải thiện trên khắp giao diện Windows 8, bao gồm các tùy chọn kích thước tùy chỉnh cho các ô xếp, mở rộng các tùy chọn về màu sắc trên màn hình Start, mở rộng ứng dụng PC Settings cùng với nhiều lựa chọn trước đây chỉ có trên Control Panel phiên bản desktop, cho phép các ứng dụng được "snap" sang nửa màn hình, cho phép chụp ảnh màn hình từ phần Share trong thanh charm, thêm các ứng dụng gốc mới, tăng cường tích hợp với SkyDrive (như tự động sao lưu thiết bị) và Internet Explorer 11. Ngay sau đó vào ngày 26 tháng 3 năm 2013, phó chủ tịch bộ phận truyền thông Frank X. Shaw đã chính thức thừa nhận về dự án "Blue", thông báo rằng các việc phát triển liên tục này sẽ trở thành "bình thường" tại Microsoft và "nhóm sản phẩm của chúng tôi cũng đang lên một kế hoạch đồng nhất để mọi người có thể có được điều mình muốn—tất cả các thiết bị, ứng dụng và dịch vụ của họ làm việc cùng nhau cho dù họ ở đâu và họ đang làm gì."
Vào đầu tháng 5, các bài báo thông báo về phiên bản tiếp theo trên Financial Times và The Economist so sánh Windows 8 với New Coke của Coca-Cola một cách tiêu cực. Chủ đề này đã được nói lại nhiều lần và tranh luận rất nhiều trong các trang báo về máy tính. Shaw bác bỏ các chỉ trích này và cho rằng chúng "quá tiêu cực", cộng thêm rằng nếu được so sánh với Diet Coke thì sẽ hợp lý hơn.
Vào ngày 14 tháng 5, Microsoft chính thức thông báo "Blue" sẽ có tên là Windows 8.1. Sau một bài thuyết trình tập trung vào phiên bản này, bản beta công khai của Windows 8.1 phát hành ngày 26 tháng 6 năm 2013 trong hội nghị Build. Bản dựng 9600 của Windows 8.1 phát hành cho các đối tác OEM phần cứng vào ngày 27 tháng 8 năm 2013 và ra mắt rộng rãi vào ngày 17 tháng 10 năm 2013. Không giống các bản phát hành và các gói dịch vụ Windows trước, các khách hàng giấy phép số lượng lớn và những người đăng ký MSDN Plus và TechNet Plus không thể lấy bản RTM sau khi phát hành; một người phát ngôn thông báo rằng thay đổi trong chính sách này là để cho phép Microsoft làm việc với các OEM "để đảm bảo một trải nghiệm chất lượng khi phát hành rộng rãi." Tuy nhiên, sau khi nhận nhiều chỉ trích, Microsoft thay đổi ý định và phát hành bản RTM trên MSDN và TechNet vào ngày 9 tháng 9 năm 2013. Trước khi phát hành Windows 8.1, Microsoft đã công chiếu một phim quảng cáo truyền hình mới vào cuối tháng 9 năm 2013 tập trung vào các thay đổi của nó như một phần của chiến dịch "Windows Everywhere".
Một thời gian ngắn sau khi phát hành, Windows RT 8.1 bị thu hồi tạm thời bởi Microsoft sau các báo cáo về việc một số người dùng gặp phải một lỗi hiếm gặp gây nguy hại cho Boot Configuration Data (Dữ liệu Cấu hình Khởi động) của hệ điều hành trong lúc cài đặt, gây ra lỗi khi khởi động. Vào ngày 21 tháng 10 năm 2013, Microsoft xác nhận rằng lỗi này chỉ giới hạn trong máy tính bảng Surface thế hệ đầu và cứ mỗi 1000 lượt cài đặt mới có 1 trường hợp mắc lỗi này. Công ty đã phát hành các phương tiện khôi phục và các hướng dẫn dùng để sửa chữa lại thiết bị và phát hành trở lại Windows RT 8.1 vào ngày hôm sau.
Người ta cũng phát hiện rằng các thay đổi về độ phân giải màn hình trên Windows 8.1 sẽ khiến nhập liệu bằng chuột bị chậm và giật trong một số trò chơi không sử dụng API của DirectInput—cụ thể là các trò chơi bắn súng góc nhìn thứ nhất, bao gồm Deus Ex: Human Revolution, Hitman: Absolution và Metro 2033. Người dùng cũng thấy các vấn đề này sẽ rõ rệt hơn khi dùng chuột chuyên chơi trò chơi với độ phân giải và/hoặc tốc độ cao. Microsoft đã phát hành một bản vá để sửa lỗi trên một số trò chơi vào tháng 11 năm 2013 và đã thừa nhận nguyên nhân là do "những thay đổi tới việc xử lý nhập liệu chuột cho các trường hợp tương tác có độ trễ thấp".

### Cập nhật
Vào ngày 8 tháng 4 năm 2014, Microsoft phát hành Windows 8.1 Update, trong đó bao gồm tất cả các bản cập nhật trước đó cộng thêm các tính năng mới. Phó chủ tịch Microsoft Joe Belfiore tại Mobile World Congress hé lộ phiên bản này vào ngày 23 tháng 2 năm 2014, rồi giới thiệu chi tiết tại hội nghị Build của Microsoft vào ngày 2 tháng 4. Belfiore nói rằng bản cập nhật sẽ giảm yêu cầu hệ thống tối thiểu cho Windows, vậy nên nó có thể được cài đặt trên các thiết bị chỉ có 1 GB RAM và 16 GB dung lượng lưu trữ. Không giống như Windows 8.1, bản cập nhật tích lũy này lại được phân phối qua Windows Update và phải cài đặt để nhận thêm các bản vá lỗi sau này cho Windows 8.1.
Tại hội nghị Build 2014 trong tháng 4, Terry Myerson của Microsoft tiếp tục hé lộ về các thay đổi giao diện người dùng cho Windows 8.1, bao gồm khả năng chạy các ứng dụng kiểu Metro bên trong các cửa sổ desktop và một menu Start mới, kết hợp giữa thiết kế menu Start được Windows 7 sử dụng và màn hình Start mới trước đó. bằng cách kết hợp danh sách ứng dụng vào một cột và cột còn lại dùng để hiển thị các ô xếp ứng dụng. Myerson thông báo rằng những thay đổi này sẽ đến trong một bản cập nhật sau này, nhưng cũng không nói chi tiết hơn. Microsoft cũng hé lộ ý tưởng "ứng dụng Universal Windows", trong đó một ứng dụng Windows Runtime có thể chuyển đổi sang Windows Phone 8.1 và Xbox One khi chúng cùng chia sẻ một mã cơ sở chung. Khi mà nó chưa hoàn toàn thống nhất hệ sinh thái ứng dụng của Windows với hệ sinh thái trong Windows Phone, nó sẽ cho phép các nhà phát triển đồng bộ dữ liệu giữa các phiên bản ứng dụng ở mỗi nền tảng và cho phép truy cập vào các phiên bản của ứng dụng cho cả Windows, Windows Phone và Xbox One chỉ bằng một lần mua duy nhất.
Microsoft ban đầu thông báo những người dùng không cài đặt bản cập nhật sẽ không nhận bất cứ bản cập nhật nào khác sau ngày 13 tháng 5 năm 2014. Tuy nhiện, giới hạn này đã đặt ra một thử thách lớn: Việc cài đặt Windows 8.1 Update qua Windows Server Update Services (WSUS) đã bị vô hiệu hóa chỉ một thời gian ngắn sau khi phát hành cùng với phát hiện về lỗi ảnh hưởng đến việc dùng WSUS tổng thể trong một số cấu hình máy chủ. Microsoft sau đó đã sửa chữa vấn đề này nhưng người dùng tiếp tục báo cáo về việc không thể cài đặt bản cập nhật. Nỗ lực của Microsoft để sửa lỗi đã không có tác dụng, tới mức khiến Microsoft phải đẩy lùi hạn chót tới ngày 30 tháng 6 năm 2014. Vào ngày 16 tháng 5, Microsoft phát hành một bản cập nhật để sửa lỗi BSOD trong khi cập nhật.

## Phân phối
Microsoft phân phối Windows 8.1 như một "bản cập nhật" cho Windows 8, thậm chí tránh dùng từ "nâng cấp". Vòng đời hỗ trợ của Microsoft cho Windows 8.1 tương tự như các gói dịch vụ cho Windows trước: Nó là một phần của vòng đời hỗ trợ cho Windows 8 và việc nâng cấp lên Windows 8.1 là bắt buộc để tiếp tục nhận hỗ trợ và các bản cập nhật sau 12 tháng 1 năm 2016.
Các bản bán lẻ và OEM của Windows 8, Windows 8 Pro và Windows RT có thể nâng cấp qua Windows Store miễn phí. Tuy nhiên, các khách hàng giấy phép số lượng lớn, những người đăng ký TechNet hoặc MSDN và người dùng Windows 8 Enterprise phải dùng bộ cài đặt độc lập cho Windows 8.1 và cài đặt qua quá trình cài đặt Windows truyền thống, có thể nâng cấp hoặc cài mới. Việc này yêu cầu cần có một mã khóa sản phẩm dành riêng cho Windows 8.1.
Nâng cấp qua Windows Store yêu cầu mỗi máy phải tải về một gói nâng cấp có dung lượng tới 2–3,6 GB. Không giống các gói dịch vụ Windows truyền thống, một bộ cài đặt riêng biệt, chỉ cần tải về một lần là đã có thể cài đặt bao nhiêu lần tùy ý, sẽ yêu cầu cần có một mã sản phẩm dành riêng cho Windows 8.1. Vào ngày 1 tháng 7 năm 2014, thấy những khó khăn người dùng có thể gặp phải khi cập nhật qua Windows Store, Microsoft bắt đầu mở quá trình tải về tự động cho Windows 8.1.
Windows 8 phát hành lại tại các nhà bán lẻ dưới dạng Windows 8.1 cùng thời gian nâng cấp trực tuyến cho những ai không có giấy phép Windows 8 từ trước đó. Các bản bán lẻ của Windows 8.1 chứa các giấy phép "Đầy đủ" có thể cài đặt trên bất cứ máy tính nào, bất kể hệ điều hành mà những máy tính đó đang sử dụng là gì, không giống như các bản bán lẻ của Windows 8, chỉ có mặt tại các nhà bán lẻ với giấy phép nâng cấp. Microsoft nói rằng những thay đổi này nhằm đáp ứng những phản hồi của khách hàng và cho người dùng nhiều sự linh hoạt hơn. Giá của các bản bán lẻ Windows 8.1 vẫn giữ nguyên.
Windows 8.1 with Bing là một phiên bản SKU giá thấp của Windows 8.1 được giới thiệu bởi Microsoft vào tháng 5 năm 2014 trong một nỗ lực để khuyến khích hơn nữa việc sản xuất các thiết bị Windows giá rẻ, trong khi đó "hướng người dùng tới việc sử dụng các dịch vụ Microsoft như Bing và OneDrive". Nó được hỗ trợ bởi máy tìm kiếm Bing của Microsoft và đặt làm mặc định trong Internet Explorer và các OEM không thể thay đổi được. Tuy nhiên, giới hạn này không áp dụng cho người dùng cuối, họ vấn có thể thay đổi máy tìm kiếm mặc định tùy ý. Những chức năng khác đều giống y hệt phiên bản Windows 8.1 gốc.

## Các tính năng mới và thay đổi
Microsoft đã có nhiều thay đổi trên Windows 8.1, đặc biệt tới giao diện người dùng, để đáp lại những chỉ trích từ những người dùng đầu tiên và các nhà phê bình khác sau khi Windows 8 được phát hành.

### Giao diện người dùng và desktop
Màn hình Start nhận được một số cải tiến trên Windows 8.1, bao gồm một chế độ xem "All Apps" (Tất cả ứng dụng) với các chế độ sắp xếp khác nhau (có thể truy cập bằng cách nhấn vào một nút mũi tên xuống mới hoặc dùng ngón tay trượt lên phía trên), các kích thước nhỏ và cực lớn cho các ô xếp và các ô xếp màu cho các phím tắt chương trình desktop. Một số tùy chọn tùy chỉnh khác cũng được bổ sung, như bổ sung các tùy chọn về màu, các hình nền mới (một số có thêm cả các yếu tố chuyển động) và cho phép dùng màn hình nền desktop cho cả màn hình Start. Các ứng dụng không còn được tự động thêm vào màn hình Start sau khi cài đặt và tất cả các ứng dụng nay đều có các ô xếp màu (các chương trình desktop trước đó chỉ hiển thị bằng một màu duy nhất). Hệ thống "snap" ứng dụng cũng được mở rộng: tối đa tới bốn ứng dụng có thể được snap trên một màn hình hiển thị tùy thuộc vào kích cỡ màn hình, các ứng dụng có thể được snap để chiếm nửa màn hình và cũng có thể sử dụng trên bất cứ màn hình nào nếu có hệ thống đa màn hình. Các ứng dụng cũng có thể khởi động các ứng dụng khác ở chế độ snap để hiển thị nội dung; ví dụ, ứng dụng Thư có thể mở ảnh đính kèm trong một trình xem ảnh được snap vào nửa kia màn hình. Hỗ trợ cải thiện này cũng được cung cấp bởi các ứng dụng để sử dụng các thiết bị có hướng xoay chiều dọc. Màn hình khóa có thêm khả năng dùng một bản trình chiếu ảnh để làm hình nền và lối tắt tới ứng dụng Máy ảnh bằng cách trượt lên. Bàn phím trên màn hình cũng có một cơ chế tự động sửa lỗi (autocomplete) được cải thiện, hiển thị nhiều gợi ý từ và cho phép người dùng chọn từ chúng bằng cách trượt trên phím dấu cách. Từ điển tự động sửa lỗi cập nhật tự động sử dụng các dữ liệu từ Bing, cho phép nó nhận diện và gợi ý các từ liên quan tới các sự kiện và xu hướng hiện tại. Tương tự như Windows Phone, một số ứng dụng nay hiển thị một thanh nhỏ với ba dấu chấm để truy cập vào một menu kiểu pop-up bằng cách trượt, nhấn vào dấu chấm, hoặc nhấn chuột phải.
Để cải thiện khả năng sử dụng của giao diện desktop, nút Start đã được khôi phục lại trên thanh tác vụ để mở màn hình Start và menu Quick Links (truy cập bằng cách nhấn chuột phải lên nút Start hoặc nhấn tổ hợp phím ⊞ Win+X) nay chứa các tùy chọn tắt máy và đăng xuất. Người dùng cũng có thể điều chính một số cách hoạt động của giao diện người dùng, như vô hiệu hóa các góc nóng phía trên màn hình dùng để mở thanh charm và danh sách ứng dụng gần đây vào thẳng desktop thay vì màn hình Start khi đăng nhập hoặc sau khi đóng tất cả ứng dụng trên một màn hình, tự động mở chế độ xem "All Apps" trên màn hình Start khi được mở và ưu tiên các chương trình desktop trên chế độ sắp xếp theo "Category" (Thể loại) trên "All Apps". Để hỗ trợ người dùng làm quen với giao diện người dùng Windows 8, một bản hướng dẫn tương tác cũng được bổ sung, cùng với ứng dụng Help + Tips mới cho các thông tin chi tiết hơn. Trái ngược lại, Windows RT 8.1 tiếp tục hạ thấp giao diện desktop hơn nữa bằng cách không hiển thị ô xếp Desktop trên màn hình Start mặc định (tuy nhiên, nó vẫn có thể được thêm vào màn hình Start thủ công).
Quản lý bộ phận Windows Chaitanya Sareen cho rằng sự trở lại của nút Start được dự định là một "tấm chăn ấm" cho những người dùng đã trở nên bối rối bởi việc loại bỏ nút này trên Windows 8; nút Start ban đầu bị loại bỏ để cho thấy Windows 8 coi desktop như một "ứng dụng" hơn là một giao diện chính.
Các thay đổi về giao diện hơn nữa được thực hiện vào phiên bản "Windows 8.1 Update" trong tháng 4 năm 2014, hướng nhiều hơn tới những môi trường không cảm ứng (như máy tính để bàn và các PC xách tay) sử dụng bàn phím và chuột và cải thiện sự liên kết giữa các ứng dụng Windows Store và ứng dụng desktop. Khi máy tính đang sử dụng chuột, màn hình Desktop sẽ hiển thị khi khởi động theo mặc định, màn hình Start sử dụng các menu ngữ cảnh thay vì các thanh công cụ ở cạnh dưới của màn hình để chỉnh sửa các ô xếp, một thanh tiêu đề tự động ẩn với các nút thu nhỏ và đóng được hiển thị trong các ứng dụng ở cạnh trên màn hình, thanh tác vụ có thể hiển thị và ghim các ứng dụng cùng với các chương trình desktop và có thể truy cập ngay trong các ứng dụng và thêm các nút tìm kiếm và nguồn trong màn hình Start. Trong môi trường không cảm ứng, các chương trình trình xem ảnh và trình đa phương tiện mặc định thay đổi trở về Windows Photo Viewer và Windows Media Player thay vì Xbox Video và ứng dụng Ảnh.

### Ứng dụng
Bộ ứng dụng cài đặt sẵn trên Windows 8.1 đã thay đổi so với Windows 8; PC Settings được mở rộng, bổ sung thêm các tùy chọn trước đó chỉ có mặt trên Control Panel phiên bản desktop, Windows Store cập nhật với một giao diện cải thiện dành cho việc duyệt các ứng dụng và cập nhật tự động, ứng dụng Thư được cập nhật giao diện và bổ sung thêm một số tính năng khác, ứng dụng Máy ảnh tích hợp Photosynth để tạo ảnh toàn cảnh và một số công cụ chỉnh sửa ảnh cũng được bổ sung vào ứng dụng Ảnh (trong khi khả năng tích hợp với Flickr và Facebook bị loại bỏ hoàn toàn). Một số ứng dụng gốc khác cũng được bổ sung, bao gồm Calculator, Food and Drink, Health and Fitness, Sound Recorder, Reading List (có thể sử dụng để lấy và đồng bộ dữ liệu từ các ứng dụng qua OneDrive), Scan và Help + Tips. Với người dùng Windows RT, Windows 8.1 cũng bổ sung thêm một phiên bản của Microsoft Outlook vào bộ ứng dụng Office 2013 RT đi kèm. Tuy nhiên, nó không hỗ trợ bảo vệ mất dữ liệu, Group Policy, tích hợp Lync, hay tạo các email với quản lý quyền thông tin. Windows Store kích hoạt theo mặc định trong các môi trường Windows To Go.

### Chức năng và dịch vụ trực tuyến
Windows 8.1 tích hợp chặt chẽ hơn với các dịch vụ của Microsoft. OneDrive (trước kia là SkyDrive) tích hợp với mức độ hệ thống để đồng bộ cài đặt người dùng và tập tin. Các tập tin được tự động tải về trong nền khi truy cập từ thư mục OneDrive của người dùng, trừ khi chúng được đánh dấu là ngoại tuyến. Theo mặc định, chỉ có các siêu dữ liệu và hình thu nhỏ được lưu trữ cục bộ và các điểm phân tích được sử dụng để tạo ra sự xuất hiện của một cấu trúc thư mục bình thường để tạo nên tính tương thích ngược. Ứng dụng OneDrive được cập nhật để bổ sung một trình quản lý tập tin cục bộ. Sử dụng OneDrive trên Windows 8.1 yêu cầu tài khoản Windows của người dùng phải được liên kết với một tài khoản Microsoft; bản desktop khách hàng SkyDrive trước (không yêu cầu điều trên) không còn được hỗ trợ trên Windows 8.1.
Một hệ thống tìm kiếm thống nhất dựa trên Bing được bổ sung; nó có thể phân tích thói quen tìm kiếm của người dùng để trả các kết quả cục bộ và trực tuyến phù hợp. Kiểu hiển thị "hero" toàn màn hình sẽ tổng hợp các bài tin tức, các bài viết trên Wikipedia, đa phương tiện và các nội dung khác liên quan tới từ khóa tìm kiếm; ví dụ, khi tìm kiếm một nghệ sĩ, hệ thống sẽ trả kết quả là ảnh, tiểu sử và những bài hát và album trên Xbox Music của họ. Ứng dụng nhắn tin từ Windows 8 đã bị thay thế bởi Skype, cũng cho phép người dùng nghe các cuộc gọi trực tiếp từ màn hình khóa. Windows 8.1 cũng bao gồm Internet Explorer 11, được bổ sung hỗ trợ cho SPDY và WebGL và các công cụ phát triển mở rộng. Phiên bản Metro của IE 11 cũng bổ sung các tính năng như đồng bộ các thẻ, cho phép mở vô số các thẻ và tích hợp Reading List.
Do các thay đổi trong dịch vụ Facebook Connect, hỗ trợ cho Facebook đã bị vô hiệu hóa trong tất cả các ứng dụng cài đặt sẵn từ ngày 8 tháng 6 năm 2015.

### Bảo mật và tương thích phần cứng
Trên các phần cứng tương thích, Windows 8.1 cũng giới thiệu một hệ thống "mã hóa thiết bị" trong suốt dựa trên BitLocker. Việc mã hóa sẽ bắt đầu ngay khi người dùng bắt đầu sử dụng hệ thống; mã khôi phục được lưu lại vào cả tài khoản Microsoft của người dùng hoặc một phiên đăng nhập Active Directory, cho phép bất cứ mọi máy tính nào cũng có thể lấy được mã này. Trong khi mã hóa thiết bị có mặt trên tất cả phiên bản Windows 8.1 không giống như BitLocker (chỉ có trên các phiên bản Pro và Enterprise), mã hóa thiết bị yêu cầu thiết bị phải đáp ứng các yêu cầu kỹ thuật của Connected Standby và sở hữu chip Trusted Platform Module (TPM) 2.0. Windows 8.1 cũng giới thiệu các API nhận dạng vân tay được cải tiến, cho phép việc đăng nhập của người dùng, User Account Control, Windows Store và các ứng dụng Windows Store sử dụng các mẫu vân tay đã thiết lập từ trước làm phương thức xác minh. Một chế độ kiosk mới có tên là "Assigned Access" cũng được bổ sung, cho phép một thiết bị thiết lập để sử dụng một ứng dụng duy nhất trong một môi trường giới hạn. Thêm nữa, Windows Defender còn bao gồm một hệ thống phát hiện xâm nhập (IDS) sẽ quét các hoạt động mạng để phát hiện ra những dấu hiệu của một malware. Windows 8.1 cũng cho phép các VPN bên thứ ba tự động kết nối.
Với việc quản lý thiết bị doanh nghiệp, Windows 8.1 bổ sung hỗ trợ cho tính năng Workplace Join trong Windows Server 2012 R2, cho phép người dùng đăng ký thiết bị của họ vào các mạng lưới hợp tác với sự kiểm soát tốt hơn các truy cập vào các tài nguyên và các yêu cầu bảo mật. Windows 8.1 cũng hỗ trợ OMA Device Management. Remote Data Control có thể sử dụng để xóa từ xa một dữ liệu "hợp tác" cụ thể từ các thiết bị Windows 8.1.
Do những sự thay đổi để cải thiện "hiệu quả bảo mật", phiên bản 64-bit của Windows 8.1 không còn hỗ trợ các bộ vi xử lý không có tập lệnh so sánh và trao đổi gấp đôi rộng (CMPXCHG16B) (trình cài đặt sẽ thông báo là thiếu hỗ trợ cho "CompareExchange128"). Một người phát ngôn của Microsoft nói rằng thay đổi này chủ yếu tác động lên các hệ thống với các bộ xử lý AMD 64-bit cũ và "số lượng các vi xử lý bị ảnh hưởng là cực kỳ nhỏ, vì tập lệnh này hỗ trợ đã hơn 10 năm rồi". Các bộ xử lý bị ảnh hưởng chủ yếu là dòng Socket 754 và Socket 939 Athlon64 từ 2004 và 2005; các CPU Socket AM2 sẽ có tập lệnh này. Kể cả khi hệ thống có một bộ vi xử lý được hỗ trợ, bo mạch chủ cũng phải hỗ trợ tập lệnh này—có thể gây ra vấn đề trên các bộ xử lý Intel trong một vài trường hợp. Những thay đổi này không ảnh hưởng tới phiên bản 32-bit của Windows 8.1.

### Chức năng phần cứng
Windows 8.1 bổ sung hỗ trợ cho in 3D, ghép đôi với các máy in sử dụng các thẻ NFC, Wi-Fi Direct, truyền đa phương tiện qua Miracast, chia sẻ kết nối mạng và NVMe. Để đáp ứng cho các màn hình có mật độ điểm ảnh lớn, Windows 8.1 có thể chỉnh tỉ lệ các văn bản và thành phần GUI lên tới 200% (trong khi Windows 8 chỉ hỗ trợ tới 150%) và có thể cài đặt các tỉ lệ khác nhau trên các màn hình khác nhau trong hệ thống đa màn hình.

## Các tính năng bị loại bỏ
Backup and Restore, thành phần sao lưu của Windows dù đã lỗi thời nhưng vẫn có mặt trong Windows 8 qua phần cài đặt "Windows 7 File Recovery" trong Control Panel, nay đã bị loại bỏ.
Bản cập nhật cũng loại bỏ giao diện người dùng đồ họa cho Windows System Assessment Tool, nghĩa là chỉ số Windows Experience Index sẽ không còn được hiển thị. Phiên bản dòng lệnh của công cụ này vẫn giữ lại trong hệ thống. Theo Microsoft, việc loại bỏ Windows Experience Index nhằm quảng bá ý tưởng rằng tất cả các loại phần cứng đều chạy tốt Windows 8 như nhau.
Windows 8.1 loại bỏ chức năng của một số ứng dụng Universal Windows Platform cho phép hoạt động như các "hub" kết nối các dịch vụ tương đồng trong một giao diện duy nhất:
- Ứng dụng Ảnh không còn khả năng xem ảnh từ Facebook, Flickr hoặc SkyDrive. Thay vào đó, mỗi nhà cung cấp dịch vụ dự định tạo ra các ứng dụng tách biệt riêng;
- Ứng dụng Nhắn tin, trước đó có thể sử dụng để trò chuyện với Windows Live Messenger và Facebook Chat, đã bị thay thế bới một ứng dụng Skype mới, không tương thích với Facebook Chat;
- Ứng dụng Lịch chỉ có thể kết nối tới các dịch vụ Microsoft như Outlook.com và Microsoft Exchange, loại bỏ hỗ trợ cho Google Calendar.

Bắt đầu từ tháng 10 năm 2016, tất cả các bản cập nhật sẽ trở thành các bản cập nhật tích lũy như với Windows 10; do đó việc phát hành các bản cập nhật nhỏ chỉ tập trung sửa một số lỗi nhất định nào đó sẽ không còn. Thay vào đó, sau khi cài đặt Windows, người dùng chỉ cần tải về một bản cập nhật lớn thay vì phải tải về tới hàng trăm bản cập nhật lớn nhỏ khác nhau như trước.

## Đón nhận
Windows 8.1 nhận được nhiều phản hồi tích cực hơn Windows 8. Tom Warren của The Verge vẫn cho rằng nền tảng này "đang trong quá trình hoàn thiện" do số lượng các ứng dụng đã có mặt, các cấp độ chức năng của các ứng dụng, vẫn kém hơn so với các chương trình desktop và cũng vì anh cảm thấy việc sử dụng chuột và bàn phím trên hệ điều hành vẫn còn "lạ lẫm". Tuy nhiên, anh đã chỉ ra nhiều thay đổi lớn trên Windows 8.1, ví dụ như mở rộng chức năng snap, tăng cường tùy biến màn hình Start, tích hợp SkyDrive và Bing, cải thiện các ứng dụng gốc và cụ thể anh còn cho rằng ứng dụng Thư đã "bỏ rất xa" so với phiên bản trong Windows 8. Anh kết luận rằng "Microsoft đã đạt nhiều thành công trong vòng 12 tháng vừa qua, kể cả khi nhiều thay đổi đáng ra phải được thực hiện ngay từ khi bắt đầu với Windows 8."
Joel Hruska của ExtremeTech chỉ trích các vấn đề kết hợp liên tục tái diễn giữa Desktop và các ứng dụng trên Windows 8.1, chỉ ra một vài ví dụ như ứng dụng Ảnh, vẫn "không nhận biết được người dùng có thể đã có các thư mục ảnh từ trước" và ứng dụng Thư "vẫn không thể liên kết với desktop—nếu bạn thử gửi một thư từ Desktop mà không có phần mềm thư điện tử nào khác được cài đặt, Windows sẽ vẫn báo là không có chương trình thư nào để thực hiện hành động đó". Tuy nhiên, anh khen ngợi những cải tiến trong các ứng dụng khác, như Mọi người và Tin tức (chỉ ra các cải tiến về giao diện,và ứng dụng Tin tức sử dụng các liên kết phù hợp khi chia sẻ tin tức, không còn sử dụng các liên kết không đúng chuẩn và chỉ có thể được nhận dạng bởi ứng dụng này). Mặc dù có khen ngợi hệ thống snap linh hoạt hơn, anh vẫn chỉ ra một vài điểm khiếm khuyết, như không thể giữ nguyên các thiết lập snap trong một vài trường hợp. Chức năng tìm kiếm của Windows 8.1 nhận nhiều phản hồi trái chiều; trong khi sự tích hợp Bing và giao diện mới được khen ngợi thì hệ thống này lại bị chỉ trích gay gắt khi không tìm kiếm trong các thiết bị lưu trữ ngoài trong chế độ tìm kiếm "Everything".
Peter Bright của Ars Technica khen ngợi nhiều cải tiến trên Windows 8.1, như giao diện cảm ứng "hoàn thiện" hơn, nội dung hướng dẫn "hợp lý", công cụ tự động hoàn thiện mới trên bàn phím trên màn hình, cải thiện phần mềm và tích hợp sâu SkyDrive. Tuy nhiên, anh cảm thấy sự chuyển đổi giữa desktop và các ứng dụng "vẫn còn hơi rời rạc và thiếu sự kết nối lẫn nhau" (kể cả khi tùy chọn sử dụng hình nền desktop cho màn hình Start đã cho thấy sự tích hợp nhiều hơn với giao diện desktop) và việc khôi phục nút Start khiến hai giao diện càng không nhất quán hơn do cách làm việc khác nhau của nó giữa desktop và các ứng dụng.
Một vài điểm khác của Windows 8.1 cũng gây nhiều lo ngại do các vấn đề về riêng tư. Trong bài đánh giá của mình về Windows 8.1, Joel Hruska nói rằng Microsoft đã cố tình khiến người dùng khó khăn hơn trong việc tạo một tài khoản "cục bộ" không liên kết với tài khoản Microsoft để đồng bộ, như thể là nó "[làm] rõ cho việc công ty thật sự, thật sự muốn bạn chia sẻ mọi điều bạn làm với nó và đó không phải là thứ mà số lượng người dùng và doanh nghiệp có thể thoải mái làm."  Woody Leonhard của InfoWorld chỉ ra rằng theo mặc định, hệ thống "Smart Search" của Windows 8.1 sẽ gửi các từ khóa tìm kiếm và các thông tin khác cho Microsoft, những thông tin đó có thể sẽ dùng cho quảng cáo mục tiêu. Leonhard cho rằng điều này thật mỉa mai cho Microsoft, khi mà công ty trước đó đã chỉ trích việc sử dụng một chiến lược tương tự như vậy của Google với chiến dịch quảng cáo "Scroogled".

### Thị phần
Theo Net Applications, tỷ lệ sử dụng Windows 8.1 trong tháng 3 năm 2015 là 10,55%, gấp ba lần so với phiên bản Windows 8 gốc là 3,52%. Windows 8.1 đạt tỉ lệ thích nghi cao nhất ở mức 13,12% vào tháng 6 năm 2015 so với tỉ lệ tương ứng của Windows 8 là 8,02% vào tháng 9 năm 2013.

### Đón nhận từ doanh nghiệp
Steve Kleynhans từ Gartner thúc giục các doanh nghiệp tránh chuyển sang sử dụng Windows 8.1. Trong báo cáo của anh, anh trình bày rằng hỗ trợ cho Windows 7 sẽ kéo dài tới tận 2020, các doanh nghiệp nên nâng cấp trực tiếp lên Windows 10 ngay khi phát hành. Hơn nữa, anh còn khuyến khích hạ cấp các thiết bị đã cài đặt Windows 8.1 xuống Windows 7 cho đến khi phát hành Windows 10.